# Polder van Aalburg
De Polder van Aalburg is een polder en een voormalig waterschap in de Nederlandse provincie Noord-Brabant. In 1911 werd het grondgebied van het waterschap uitgebreid met 70 hectare grond aan de noordkant van de Maas die afkomstig was van het waterschap de Polder van Heesbeen. De Polder van Aalburg is een van de polders die afwatert op het Noorderafwateringskanaal. In 1938 werd het waterschap dan ook opgenomen in het samenwerkingsverband het waterschap het Noorderafwateringskanaal.
In 1961 werd het waterschap opgeheven en werd het waterschap opgenomen in het waterschap de Alm. Tegenwoordig is het gebied onderdeel van het waterschap Rivierenland.